# Sa Torreta
L' îlot de sa Torreta est situé au nord-ouest de l’île d’Espalmador , face à la crique qui porte également le même nom : la crique de sa Torreta ou  Cala Rambles ou Cala Sa Torreta, une plage vierge de 250 m, délimitant une zone de mouillage accessible seulement aux bateaux à très faible tirant d'eau

## Origine du nom
L'origine du nom est issu de « sa Torreta », le nom du district nord de l'île.

## Accident maritime
Le 15 février 2012, le Maverick II, l'un des ferries qui assurent la ligne de transport maritime entre les deux principaux Pitiüses, s'est échoué sur la côte de Sa Torreta. Outre l'équipage, il y avait 27 passagers.
.